# Perschling
Perschling (fino al 10 febbraio 2015 Weißenkirchen an der Perschling) è un comune austriaco di 1 328 abitanti nel distretto di Sankt Pölten-Land, in Bassa Austria.